# هزارتوی شور
هزارتوی شور (اسپانیایی: Laberinto de pasiones‎) فیلمی در ژانر کمدی به کارگردانی پدرو آلمودوار است که در سال ۱۹۸۲ منتشر شد. از بازیگران آن می‌توان به سیسیلیا روت، هلگا لینه، آنتونیو باندراس، آگوستین آلمودوار و ایمانوئل آریاس اشاره کرد. این فیلم، نخستین حضور جدی آنتونیو باندراس در برابر دوربین است.

## درونمایه
این فیلم، با نگاهی هجوآمیز به دو مقوله‌ی هرج و مرج‌های آغاز اسپانیا در دوران انتقال به دمکراسی و سرگذشت دودمان پهلوی پس از انقلاب ۱۳۵۷ ایران پرداخته است. در این فیلم، وقایع تاریخی سال‌های پس از اانقلاب اسلامی به شکلی طنز‌آمیز پرداخت شده‌اند و نام شخصیت‌ها و مکان‌های واقعی تا حدی تغییر کرده است. مثلا «رضا پهلوی» به «رضا نیرو»، «ملکه ثریا» به «ملکه تِریا»، «کشور ایران» به «امپراتوری تیران» تغییر نام داده‌اند. 

## خلاصه داستان
فیلم، ترکیبی از چند روایت در آغاز بی‌ارتباط به هم است که جایی به هم پیوند می‌خورند.
صادق(آنتونیو باندراس) تروریستی است که با همراهی یک گروه بنیادگرای افراطی قصد ترور شاهزاده‌ی کشور تیران-رضانیرو-(امانوئل آریاس) را دارند که پس از انقلاب این کشور به پایتخت اسپانیا گریخته است. صادق به خانه‌ی رضانیرو حمله می‌کند، اما این دو در همین حین وارد یک رابطه‌ی عاطفی می‌شوند(رضانیرو آشکارا همجنسگراست و صادق همجنسگرایی خود را پنهان کرده است.)
زگزیلیا(سیسیلیا روت) دختری است که در یک گروه پانک خواننده است. او که دارای اختلال اعتیاد جنسی است، تلاش می‌کند تا معشوق تازه‌ای را بیابد.
کوئتی() دختر یک مرد خشکشو است که پدرش مدام به او تعرض می‌کند. کوئتی که از این وضعیت ناراضی است از خانه می‌گریزد...
ملکه‌ی سابق کشور تیران-تریا(هلگا لینه) برای بازیابی وضعیت روانی خود به کشور اسپانیا مهاجرت کرده است. او پس از مواجهه با فرزند ملکه‌ی بعدی رضانیرو متوجه می‌شود که قدرت چندانی نخواهد داشت...